# Квинт Сервилий Фидена
Вижте пояснителната страница за други личности с името Фидена.
Квинт Сервилий Фидена (на латински: Quintus Servilius Fidenas) е политик на Римската република.
Вероятно е син на Квинт Сервилий Приск или на Квинт Сервилий Структ Приск Фидена.
През 402, 398, 395, 390, 388 и 386 пр.н.е. Квинт Сервилий Фидена е консулски военен трибун. През 397 пр.н.е. той е interrex.